# カロデン男爵
カロデン男爵（カロデンだんしゃく、英語: Baron Culloden）は、イギリスの男爵位。連合王国貴族として2度創設された。

## 歴史

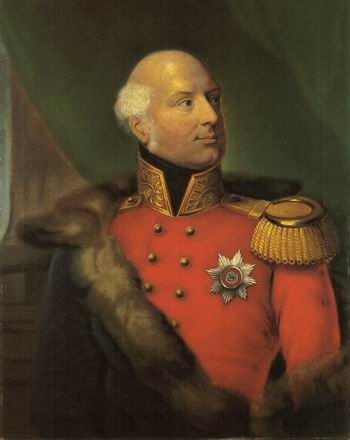
初代ケンブリッジ公爵・初代カロデン男爵アドルファス・フレデリック王子

1801年11月24日、ジョージ3世(1738-1820)の七男アドルファス・フレデリック王子(1774-1850)はカロデン男爵、ティペラリー伯爵、ケンブリッジ公爵に叙された。1850年にアドルファス・フレデリック王子が死去すると、息子ジョージ(1819-1904)が爵位を継承したが、結婚が1772年王室結婚法で無効とされたため、嫡出子がおらず、1904年3月17日に死去すると爵位は廃絶した。
1928年3月30日、ジョージ5世(1865-1936)の三男ヘンリー王子(1900-1974)はカロデン男爵、アルスター伯爵、グロスター公爵に叙された。1974年にヘンリー王子が死去すると、次男リチャード王子(1944-)が爵位を継承した。2012年現在、カロデン男爵はリチャード王子の孫ザン(2007-)が儀礼称号として使用している。

## カロデン男爵（第1期、1801年）
- 初代ケンブリッジ公爵・初代カロデン男爵アドルファス・フレデリック王子（1774年 – 1850年）
- 第2代ケンブリッジ公爵・第2代カロデン男爵ジョージ王子（1819年 – 1904年）

## カロデン男爵（第2期、1928年）
- 初代グロスター公爵・初代カロデン男爵ヘンリー王子（1900年 – 1974年）
- 第2代グロスター公爵・第2代カロデン男爵リチャード王子（1944年 – ）
  - 法定推定相続人は長男にあたるアルスター伯爵（儀礼称号）アレグザンダー・ウィンザー（1974年 – ）
    - 法定推定相続人の法定推定相続人はその長男にあたるカロデン男爵（儀礼称号）ザン・ウィンザー（2007年 – ）